# Jakub Kosinka
Jakub Kosinka (* 20. srpna 1988 v Hradci Králové) je český hráč squashe nastupující za klub SCC Hradec Králové. V českém žebříčku squashe byl na 7. pozici.[kdy?] V roce 2006 dosáhl bronzové medaile ve squashové extralize družstev.